# Arrentières
Arrentières ist eine französische Gemeinde mit 187 Einwohnern (Stand: 1. Januar 2022) im Département Aube in der Region Grand Est. Sie gehört zum Kanton Bar-sur-Aube und zum Arrondissement Bar-sur-Aube. Das Gemeindegebiet wird im Südosten vom Bach Bresse durchquert.
Arrentières ist umgeben von den folgenden Nachbargemeinden:
| Lévigny           | Fresnay                                     | Engente                          |
| Montier-en-l’Isle | Kompassrose, die auf Nachbargemeinden zeigt | Colombé-la-Fosse, Colombé-le-Sec |
| Ailleville        | Bar-sur-Aube                                | Voigny                           |

## Bevölkerungsentwicklung
| Jahr                       | 1962 | 1968 | 1975 | 1982 | 1990 | 1999 | 2008 | 2017 |
| -------------------------- | ---- | ---- | ---- | ---- | ---- | ---- | ---- | ---- |
| Einwohner                  | 271  | 235  | 241  | 245  | 244  | 231  | 204  | 214  |
| Quellen: Cassini und INSEE |      |      |      |      |      |      |      |      |

## Sehenswürdigkeiten
- Schloss von Arrentières, Monument historique seit 1994